# Michał Lubina
Michał Tomasz Lubina (ur. 1984) – polski politolog, podróżnik, badacz stosunków międzynarodowych, specjalizuje się w problematyce współczesnej Mjanmy (Birmy) oraz stosunków rosyjsko-chińskich. 

## Życiorys
Michał Lubina ukończył I Liceum Ogólnokształcące im. Juliusza Słowackiego w Chorzowie oraz rosjoznawstwo (praca dyplomowa Stosunki radziecko-chińskie 1921–1953, 2008) i studia dalekowschodnie (praca dyplomowa Konflikt centrum kontra peryferie w Birmie, 2012) na Uniwersytecie Jagiellońskim. Studiował także na Uniwersytecie Petersburskim, Uniwersytecie Kultury w Mińsku, Akademii Kultury Słowian w Moskwie, Beijing International Studies University. W 2014 doktoryzował się na UJ na podstawie pracy Rosnąca asymetria. Stosunki rosyjsko-chińskie 1991–2011 (promotor: Mieczysław Smoleń). W 2020 habilitował się w dziedzinie nauk społecznych na podstawie dorobku naukowego oraz dzieła The Moral Democracy. The Political Thought of Aung San Suu Kyi.
Zainteresowania naukowe Lubiny skupiają się na badaniach z zakresu nauk o polityce oraz stosunków międzynarodowych. W pierwszej z istotnych dla niego sfer działalności, problematyce birmańskiej, zwraca szczególną uwagę na rolę przywódców w polityce tego państwa, zwłaszcza Aung San Suu Kyi, buddyjską myśl polityczną, transformację Mjanmy, jej politykę zagraniczną (zwłaszcza relacje z Chinami, Indiami, Izraelem i Polską), politykę wewnętrzną, w tym etniczną. Drugi główny jego obszar badań naukowych – relacje chińsko-rosyjskie – obejmują głównie bilateralne stosunki polityczne obu państw, ich stosunki w Azji Środkowej oraz Azji Wschodniej, chińskie zaangażowanie na rosyjskim Dalekim Wschodzie oraz dynamikę ich relacji na tle innych państw azjatyckich. Książka Niedźwiedź w cieniu smoka. Rosja-Chiny 1991–2014 okazała się bestsellerem w świecie naukowym (11-krotny dodruk).
W 2011 zaczął prowadzić zajęcia w Instytucie Bliskiego i Dalekiego Wschodu macierzystej uczelni, od lutego 2014 jako asystent, a od października 2016 jako adiunkt. Profesor wizytujący na Uniwersytecie Chulalongkorna w Bangkoku (wrzesień-listopad 2018).
Wyróżniony m.in. czterokrotnie Nagrodą Rektora UJ (w tym I stopnia: 2015, 2018) i stypendium Ministra Nauki i Szkolnictwa Wyższego dla wybitnych młodych badaczy (2016/2019).
Pracę naukową łączy z pasją podróżniczą. Odwiedził ponad 60 krajów, m.in. Turkmenistan, Mjanmę (kilkanaście razy), Bangladesz, Pakistan czy Timor Wschodni. Autor przewodników, organizator wyjazdów do państw azjatyckich.
Poza pracą naukową, para się działalnością analityczną (m.in. w Centrum Studiów Polska-Azja) oraz publicystyczną i komentatorską w szeregu mediów (TVP, TVN, Polsat, Polskie Radio, Tok FM, „Rzeczpospolita”, „Newsweek”, „Do Rzeczy”, „Tygodnik Powszechny” itd.). Współtwórca portalu Puls Azji.
Posługuje się angielskim, rosyjskim, ukraińskim, chińskim i birmańskim.

## Publikacje
Monografie naukowe
- Michał Lubina: Birma. Warszawa: Wydawnictwo Trio, 2014, s. 442. ISBN 978-83-7436-331-0.
- Michał Lubina: Birma : centrum kontra peryferie : kwestia etniczna we współczesnej Birmie (1948–2013). Kraków: Krakowska Oficyna Naukowa Tekst, 2014, s. 319. ISBN 978-83-937321-9-7.
- Michał Lubina: Niedźwiedź w cieniu smoka : Rosja-Chiny 1991–2014. Kraków: Księgarnia Akademicka, 2014, s. 631. ISBN 978-83-7638-497-9.
- Michał Lubina: Pani Birmy Aung San Suu Kyi : biografia polityczna. Warszawa: Wydawnictwo Naukowe PWN, 2016, s. 703. ISBN 978-83-01-18435-3.
- Michał Lubina: Russia and China : a political marriage of convenience, stable and successful. Opladen: Barbara Budrich Publisher, 2017, s. 325. ISBN 978-3-8474-2045-3. (ang.).
- Michał Lubina: The moral democracy : the political thought of Aung San Suu Kyi. Warszawa: Wydawnictwo Naukowe Scholar, 2018, s. 443. ISBN 978-83-65390-00-4. (ang.).
- Michał Lubina: Rohingya : kim są prześladowani muzułmanie Birmy?. Warszawa: Wydawnictwo Naukowe Scholar, 2019, s. 133. ISBN 978-83-66470-00-2.

Reportaże
- Michał Lubina: Niedźwiedź w objęciach smoka. Jak Rosja została młodszym bratem Chin, Kraków: Szczeliny, 2022, s. 496. ISBN 978-83-8135-237-6[16]
- Michał Lubina: Chiński obwarzanek. Od Tajwanu po Tybet, czyli jak Chiny tworzą imperium, Kraków: Szczeliny, 2023, s. 400. ISBN 978-83-813-5349-6[17]

Książki pod redakcją
- Michał Lubina, Mieczysław Smoleń (red.), Rozpad ZSRR i jego konsekwencje dla Europy i świata. Cz. 2, Wspólnota Niepodległych Państw, Kraków: Księgarnia Akademicka, 2011, s. 425, ISBN 978-83-7638-156-5.
- Michał Lubina, Renata Król-Mazur (red.), Na wschód od Linii Curzona : księga jubileuszowa dedykowana profesorowi Mieczysławowi Smoleniowi, Kraków: Księgarnia Akademicka, 2014, s. 363, ISBN 978-83-7638-439-9.

Przewodniki
- Michał Lubina: Litwa, Łotwa i Estonia : bałtycki łańcuch : przewodnik. Kraków: Wydawnictwo Bezdroża, 2007, s. 404. ISBN 978-83-60506-36-3.